# Yes (Ben & Tan-sang)
 For alternative betydninger, se Yes (flertydig). (Se også artikler, som begynder med Yes)
"Yes" er en sang af Ben & Tan, der skulle have repræsenteret Danmark i Eurovision Song Contest 2020, som imidlertid blev aflyst på grund af COVID-19-pandemien.
Sangen vandt Dansk Melodi Grand Prix 2020 den 7. marts 2020.

## Produktion
Sangen er skrevet af Emil Lei, Linnea Deb, Jimmy Jansson.
Svenske Linnea Deb har tidligere skrevet Heroes, der er fremført af Måns Zelmerlöw, der vandt Eurovision Song Contest 2015.

## Modtagelse
Gaffa beskrev sangen som "en poppet folksang [sic] med et letgenkendeligt omkvæd".